# Bullhead (film)
Pour les articles homonymes, voir Bullhead.
Pour plus de détails, voir Fiche technique et Distribution.
Bullhead (Rundskop), également titré Tête de bœuf en Belgique francophone et au Québec, est un film policier belge écrit et réalisé par Michaël R. Roskam, sorti en 2011.
En 2012, il est nommé pour l'Oscar du meilleur film en langue étrangère, et l'année suivante pour le César du meilleur film étranger. À la 2e cérémonie des Prix du cinéma flamand, le film remporte six prix, sur un total de huit nominations.

## Synopsis
Jacky Vanmarsenille est un propriétaire de bétail à Saint-Trond dans la province de Limbourg. Il entretient des contacts avec la mafia des hormones, et grâce à sa collaboration avec un vétérinaire corrompu, il participe au trafic d'hormones. Après l'assassinat d'un policier fédéral par la mafia flamande, l’étau d’une enquête policière se resserre sur lui. C'est alors que ses lourds et insoutenables secrets refont surface, le rendant solitaire, imprévisible et violent. Il ne semble plus accorder d’importance qu’à Lucia, une jeune femme qui l'obsède depuis son enfance. Il la revoit alors qu'elle est vendeuse dans une boutique de parfumerie. Par la suite, il la reverra à plusieurs reprises, sans lui avouer l'attirance qu'il ressent pour elle.
Par des flashbacks, on apprend que Jacky a été émasculé par Bruno, le frère de Lucia, handicapé mental, et que son ami Diederik, témoin de la scène, s'est vu interdire par son père de nommer le coupable craignant des représailles de la part du père de Bruno lui-même dans le trafic d'hormones. Depuis lors les amis ne se voient plus et Jacky a dû prendre de la testostérone pour se viriliser, mais sous une apparence normale il est impuissant. Il est devenu dépendant de plusieurs drogues et souhaite se venger de Bruno. Il va le voir dans sa chambre à l'hôpital psychiatrique mais, le découvrant dans un état hébété, renonce à lui faire du mal.
Un soir, Jacky est informé par son ami d'enfance Diederik, devenu indicateur de la police, qu'une perquisition policière va intervenir tôt le lendemain matin. Jacky se débarrasse de la plupart de ses produits chimiques interdits, puis se rend chez Lucia. Celle-ci, apeurée, appelle la police. Elle le fait entrer chez elle, ayant des sentiments inavoués pour lui. Il se rend dans la salle de bains et prend un « cocktail » de produits chimiques, de produits dopants et de barbituriques. Lorsque la police se présente au domicile de Lucia, il est dans un état semi-comateux. Des menottes lui sont passées et il est entraîné, sous le regard éploré de Lucia, dans l'ascenseur. Là, il se rebelle, donne des coups de pied et de tête aux policiers ; l'un d'eux tire sur lui avec son pistolet et le tue.

## Fiche technique
- Titre original : Rundskop
- Titre français : Bullhead
- Titre québécois et belge francophone : Tête de bœuf
- Réalisation : Michaël R. Roskam
- Scénario : Michaël R. Roskam
- Production : Bart Van Langendonck, Peter Bouckaert et Patrick Quinet
- Direction artistique : Walter Brugmans
- Photographie : Nicolas Karakatsanis
- Son : Fabien Pochet, Benoît De Clerck et Thibaut Vandermeerch
- Montage : Alain Dessauvage
- Costumes : Margriet Procee
- Musique : Raf Keunen
- Sociétés de production : Eyeworks Film & TV Drama, Savage Film, Vlaams Audiovisueel Fonds, Centre du Cinéma et de l'Audiovisuel de la Fédération Wallonie-Bruxelles, The Film Kitchen et Waterland Film & TV
- Sociétés de distribution : Kinepolis Film Distribution  Belgique, Celluloid Dreams  France, Drafthouse Films  États-Unis
- Budget : 2,000,000 € (estimation)
- Pays d’origine :  Belgique et  Pays-Bas
- Langues originales : flamand, néerlandais et français
- Format : Couleurs - 35 mm - 2.35:1 - Dolby Digital
- Genre : film dramatique
- Durée : 129 minutes
- Dates de sortie :
  -  Belgique : 2 février 2011
  -  Pays-Bas : 26 mai 2011
  -  Allemagne : 24 novembre 2011
  -  États-Unis : 17 février 2012
  -  France : 22 février 2012
  -  Suisse : 7 mars 2012

## Distribution
- Matthias Schoenaerts : Jacky Vanmarsenille
- Jeroen Perceval : Diederik Maes
- Jeanne Dandoy : Lucia Schepers
- Barbara Sarafian : Eva Forrestier
- Tibo Vandenborre : Antony De Greef
- Frank Lammers : Sam Raymond
- Sam Louwyck: Marc de Kuyper
- Robin Valvekens : Jacky Vanmarsenille jeune
- Baudoin Wolwertz : Diederik Maes jeune
- David Murgia : Bruno Schepers jeune
- Erico Salamone : Christian Filippini
- Philippe Grand'Henry : David Filippini
- Kris Cuppens : Jean Vanmarsenille
- Juda Goslinga : Bruno Schepers
- Baloji : Patrick
- Renaud Rutten : Louis Schepers
- Jolente De Keersmaeker : une inspectrice
- Circé Lethem : une inspectrice
- Marie-Rose Roland : Moeder Schepers

## Distinctions

### Récompenses
- 2011 : Prix du meilleur premier film à FanTasia
- 2011 : Prix du jury et du public au festival international du film policier de Beaune
- 2011 : Propeler Motovuna au Festival du film de Motovun
- 2011 : Prix du film flamand :
  - Meilleur film
  - Meilleur réalisateur (pour Michaël R. Roskam)
  - Meilleure photographie (pour Nicolas Karakatsanis)
  - Meilleur acteur (pour Matthias Schoenaerts)
  - Meilleur acteur dans un second rôle (pour Jeroen Perceval)
  - Meilleur espoir (pour Michaël R. Roskam)
- 2011 : Prix André-Cavens de l’Union de la critique de cinéma (UCC) pour le meilleur film belge
- 2011 : Festival international des jeunes réalisateurs de Saint-Jean-de-Luz : prix du meilleur réalisateur et du meilleur acteur pour Matthias Schoenaerts
- 2012 : Magritte du cinéma :
  - Magritte du meilleur scénario original ou adaptation
  - Magritte du meilleur film flamand en coproduction
  - Magritte du meilleur acteur pour Matthias Schoenaerts
- 2012 : Ensors : Prix du mérite
- 2012 : Meilleur film catégorie Retrospective et Retrospective "la plus dérangeante" du Tournai Ramdam Festival 2012

### Nominations et sélections
- 2011 : Sélection au 61e Festival du film de Berlin dans la section panorama
- 2011 : Prix du film flamand :
  - Meilleur scénario
  - Meilleur acteur dans un second rôle (pour Sam Louwyck)
- Oscars 2012 : Nomination à l'Oscar du meilleur film en langue étrangère
- Césars 2013 : Nomination au César du meilleur film étranger